# Murina suilla
Murina suilla је врста слепог миша из породице вечерњака (лат. Vespertilionidae).

## Распрострањење
Врста је присутна у Индонезији, Малезији и Тајланду.

## Станиште
Врста Murina suilla има станиште на копну.
Врста је по висини распрострањена од нивоа мора до 1.540 метара надморске висине.

## Угроженост
Ова врста није угрожена, и наведена је као последња брига јер има широко распрострањење.

### Популациони тренд
Популациони тренд је за ову врсту непознат.